# Ернст Штархемберг
Ернст Ридигер фон Штархемберг (Грац, 12. јануар 1638 — Возендорф, 4. јануар 1701) био је аустријски фелдмаршал.
Учествовао је 1664. године у бици код Сентготхарда у којој су Аустријанци победили Турке. Борио се 1668. године на Рајни и у Холандији против Француза. Од 1680. године командант је Беча и у току турске опсаде (14. јул-12. септембар 1683.) успешно је бранио град. У 1684. и 1686. години борио се против Турака у Угарској и рањен је код Печуја. Од 1684. године председник је дворског војног савета у Бечу.